# Bengt Carlsson
Bengt Carlsson, folkbokförd Karlsson, född 25 november 1965 i Farsta församling i Stockholm, är en svensk skådespelare manusförfattare och regissör som är mest känd från TV4.
Bengt Carlsson var skådespelare vid Swedepro Entertainment, Baloba TV och Happy Fiction 2000–2005 och är sedan 2001 manusförfattare vid Licabest. Bland hans roller märks som kommissarie Nödig i Doktor Mugg. Sedan 2004 är han också säljare vid Flügger A/S.

## Filmografi
- 2019 – Revansch (TV-serie)
- 2016 – Jätten
- 2010 - T.U.F.F. Puppy (röst till Dudley Puppy)
- 2009 - Fanboy & Chum Chum (röst till Boog Shlizetti)
- 2007 - Åsnan och kampen mot Halvmåneriddaren (röst till Rucio)
- 2002 - Sagan om den snarkande Törnrosa och 14 andra älskade sagor[3]
- 2001-2005 - Doktor Mugg[4]
- 1997 - Bröderna Fluff
- 1991-1993 - Ronny och Ragge Bernst Gunnar